# Canistrum fosterianum
Canistrum fosterianum är en gräsväxtart som beskrevs av Lyman Bradford Smith. Canistrum fosterianum ingår i släktet Canistrum och familjen Bromeliaceae. Inga underarter finns listade i Catalogue of Life.